# Embraer EMB 120 Brasilia
Embraer EMB 120 Brasilia — регіональний турбогвинтовий пасажирський літак. Може перевозити до 30 пасажирів. Вироблявся бразильською компанією Embraer. Перший політ здійснив 27 липня 1983 року.

## Розробка та конструкція
У квітні 1980 року Embraer почав приймати замовлення на проєкт EMB 120, кількість запитів на який протягом короткого часу перевищило позначку 100 одиниць. Його перший політ відбувся 29 липня 1983 року, а початок експлуатації в 1985 році, американською компанією ASA (Atlantic Southeast Airlines). Спочатку Brasilia будувалася у базовому варіанті з двигунами Pratt & Whitney PW115 потужністю 1500 к.с. і дальністю близько 1000 км. Пізніше, в 1990-х роках, розпочався випуск EMB 120ER «Extended Rang» з двигунами Pratt & Whitney PW118 потужністю 1800 к.с., оснащених чотирилопатевими гвинтами марки Hamilton Standard. На крейсерській швидкості близько 550 км/год дальність складала близько 1 500 км.
Brasilia привернув негайний інтерес з боку багатьох регіональних авіакомпаній, зокрема в США. Розмір, швидкість і висота польоту дозволяли швидше виконувати рейси в США і Європі, у порівнянні з аналогічними літаками. Перший літак надійшов до авіакомпанії Atlantic Southeast Airlines в жовтні 1985 року. Базова модель EMB 120RT була покращена шляхом збільшення дальності (1575 км) до EMB 120ER. [2]

## Експлуатація
Велика частина EMB 120 була продана в Сполучених Штатах та інших країнах в Західній півкулі. Деякі європейські авіакомпанії, такі як Régional у Франції, DAT в Бельгії та DLT в Німеччині, також обрали EMB 120. Серійне виробництво закінчилося у 2001 році. Але у 2007 році на літак були доступні одиничні замовлення, оскільки він має велика частина спільного виробничого обладнання з сімейством ERJ-145, яке досі випускається. Наприклад, ВПС Анголи, отримали новий EMB 120 у 2007 році.

## Варіанти

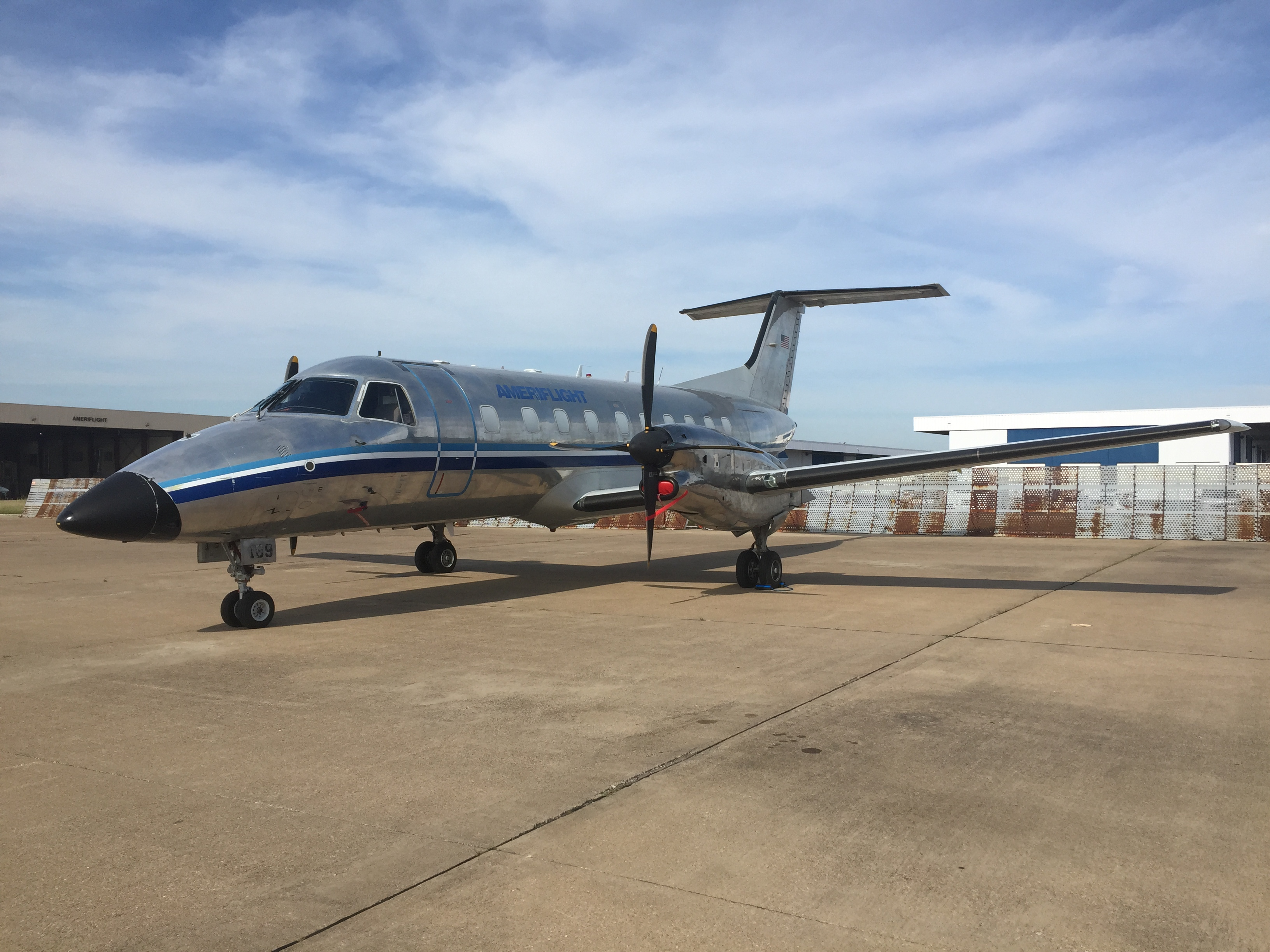
EMB-120ER Brasilia авіакомпанії Ameriflight в аеропорту Форт-Ворт.

EMB 120
Базовий варіант на 30 місць.

EMB 120ERВаріант зі збільшеною дальністю та підвищеною потужністю. Збільшена на 500 кг максимальна злітна вага (доробка по сервісному бюлетеню — збільшення місткості паливних баків), випускався з 1993 року, на раніше випущених літаках переважно виконана доробка. Всі EMB-120ER можуть бути конвертовані в EMB-120FC чи в EMB-120QC.
EMB 120FCПовністю вантажний варіант.
EMB 120QCВантажно-пасажирський варіант.
EMB 120RTТранспортний варіант. Може бути конвертований в EMB-120ER.
VC-97
Транспортна VIP-версія для ВПС Бразилії.

## Оператори

### Військові оператори

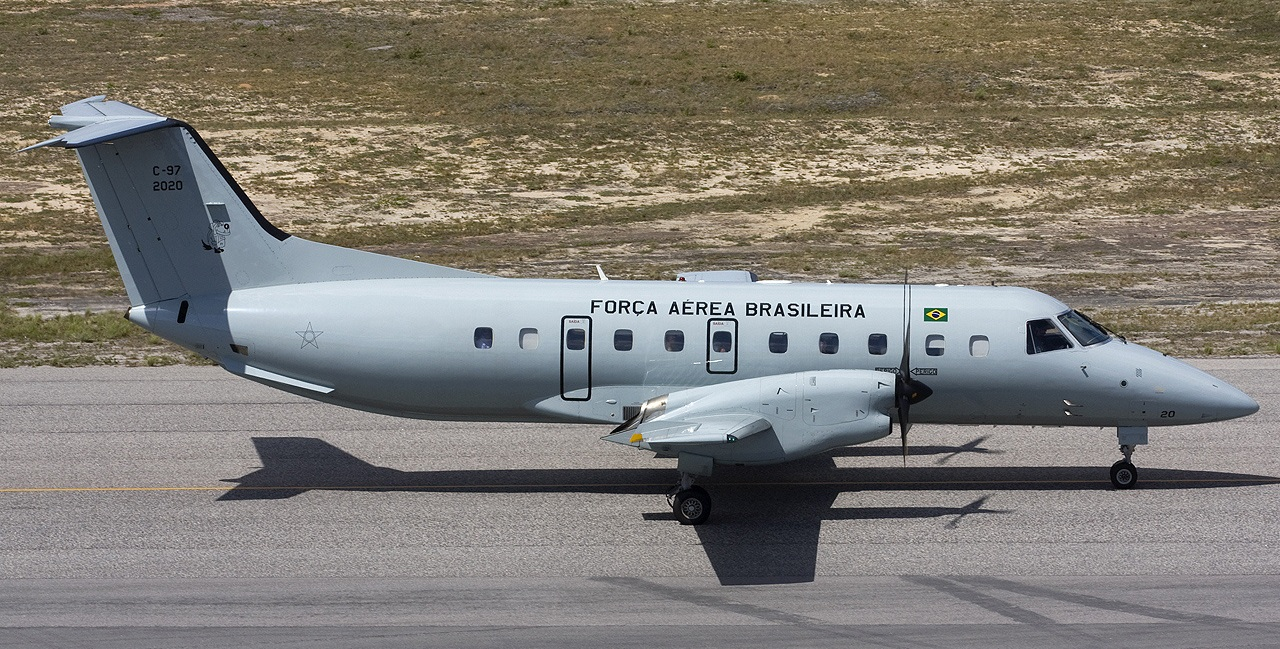
EMB-120RT Повітряних сил Бразилії

Бразилія
- Повітряні сили Бразилії — 20 транспортних[2]

 Уругвай
- Повітряні сили Уругваю — 1 транспортний[2]

## Специфікації

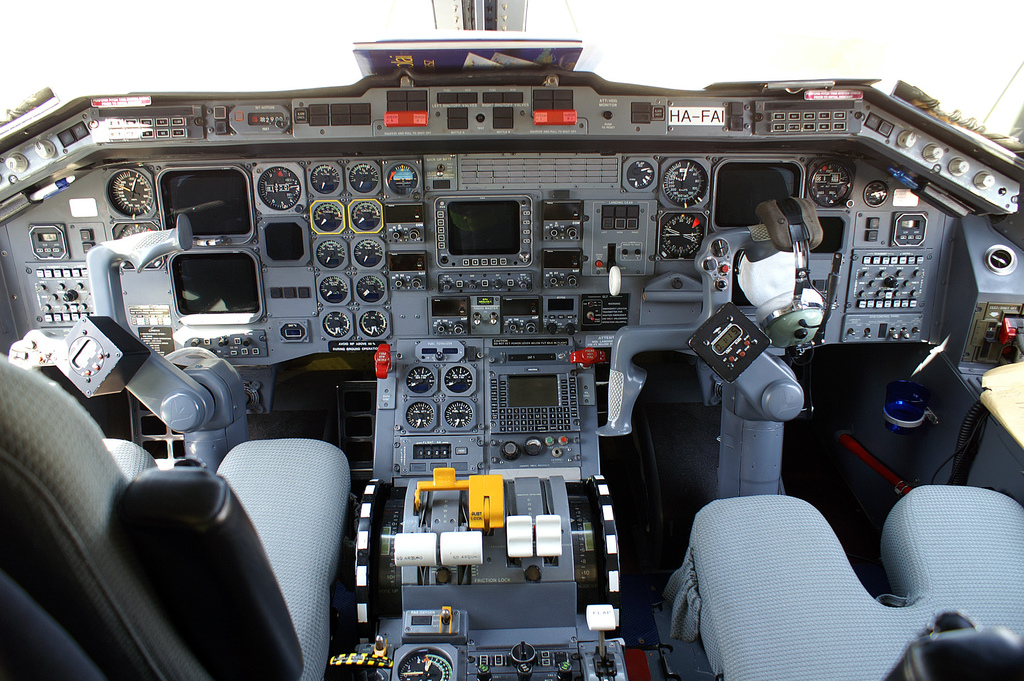
Кокпіт EMB 120

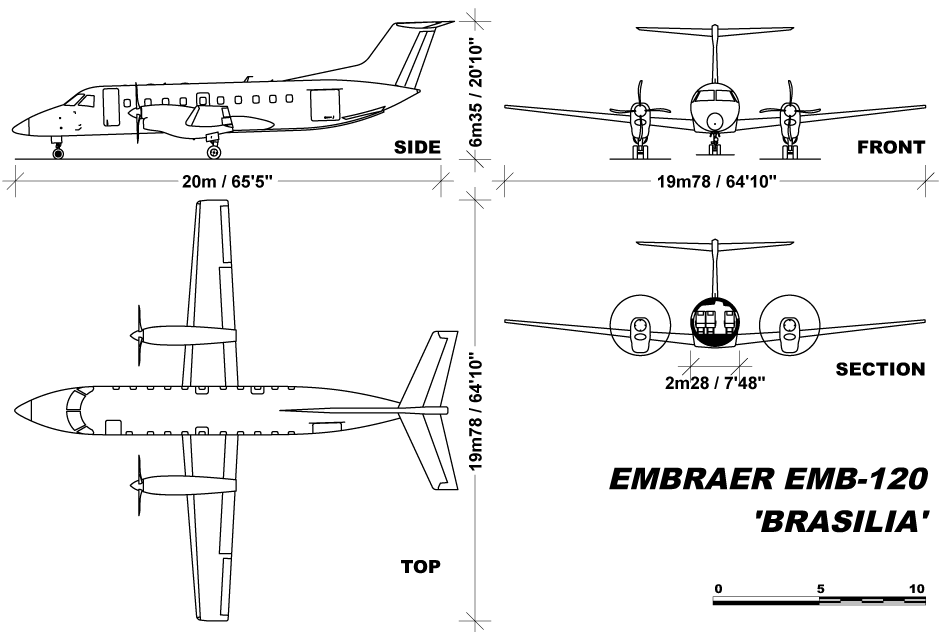
Креслення EMB-120 Brasilia

Джерело: Jane's All The World's Aircraft 1988-89
Основні характеристики
- Екіпаж: 2 пілота та 1 бортпровідник
- Пасажиромісткість: 30 пасажирів
- Довжина: 20,00 м
- Висота: 6,35 м
- Розмах крила: 19,78 м

- Площа крила: 39,4 м²
- Крило у плані: NACA 23018 (модифікований) в кореневій частині, NACA 23012 на кінцях
- Максимальна злітна маса: 11500 кг
- Силова установка: 2 ×  Pratt & Whitney Canada PW118/118A/118B  1800 кс ( 1340 кВт)

Льотні характеристики
- Крейсерська швидкість: 552 км/год
- Практична дальність: 1750 км
- Довжина розгону: 1420 м

## Аварії та інциденти
Станом на 1 лютого 2016 року було втрачено 22 літаки.
| Дата       | Бортовий номер | Місце катастрофи    | Жертви | Короткий опис |
| ---------- | -------------- | ------------------- | ------ | --- |
| 19.09.1986 | N219AS         | Серра-да-Мантікейра | 5/5    | Зіштовхнувся з закритою хмарами горою під час перегоночного польоту з заводу Embraer. |
| 21.12.1987 | F-GEGH         | поблизу Бордо       | 16/16  | Зіштовхнувся з деревами під час заходу на посадку в умовах поганої видимості, помилки екіпажу. |
| 08.07.1988 | FAB2001        | Сан-Жозе-дус-Кампус | 5/9    | Борт ВПС Бразилії. Тренування, розбився при посадці з одним працюючим двигуном. |
| 05.04.1991 | N270AS         | Брансвік            | 23/23  | Розбився під час заходу на посадку через несправності в механізмі повороту лопатей лівого пропелера. У цій катастрофі загинули колишній сенатор США Джон Тауер і астронавт Сонні Картер                       |
| 11.09.1991 | N33701         | Ігл-Лейк            | 14/14  | Часткове руйнування хвостового оперення в польоті з подальшим звалюванням, грубі порушення при техобслуговуванні в Х'юстоні напередодні.                                                                      |
| 29.04.1993 | N24706         | Пайн-Блафф          | 0/30   | Через помилки екіпажу, під час набору висоти літак втратив швидкість і перейшов в звалювання. Після відновлення контролю була проведена вимушена посадка на найближчому аеродромі, літак отримав пошкодження. |
| 21.08.1995 | N256AS         | Карролтон           | 8/29   | У польоті сталася відмова лівого двигуна, від пропелера якого відокремилася одна з лопатей. Літак здійснив вимушену посадку на поле поза аеропортом і зруйнувався.                                            |
| 09.01.1997 | N265CA         | Монро               | 29/29  | При заході на посадку в Детройті екіпаж не впорався з керуванням, ймовірна причина — обледеніння. |
| 03.03.1997 | PT-MFC         | Вільєна             | 0/16   | Зіштовхнувся з деревами при посадці в умовах поганої видимості, помилки екіпажу. |
| 21.10.1998 | PT-WKH         | Форталеза           | 3/3+1  | Здійснив посадку з перевищенням швидкості, на пробігу викотився з льотного поля і врізався в житловий будинок.                                                                                                |
| 16.10.2001 | N120AX         | близ Бетела         | 0/2    | Зіштовхнувся з поверхнею при посадці в темний час доби в СМУ, помилки екіпажу. |
| 14.01.2002 | EC-GTJ         | Сальдівар           | 3/3    | При заході на посадку в Більбао сталася відмова автопілота. Екіпаж зайнявся пошуком причин несправності, відвернувшись від керування, і літак врізався в гору Санта Марина.                                   |
| 13.08.2002 | PT-WGE         | Манаус              | 0/29   | Під час руління після посадки екіпаж зіштовхнувся з несправністю гальм, незважаючи на вжиті заходи літак викотився з льотного поля і отримав пошкодження.                                                     |
| 30.08.2002 | PT-WRQ         | Ріу-Бранку          | 23/31  | Зіткнувся з поверхнею при заході на посадку під час зливи. |
| 14.05.2004 | PT-WRO         | поблизу Манауса     | 33/33  | Впав в джунглі при заході на посадку. |
| 02.08.2009 | 5N-BLN         | Енугу               | 0/33   | Загоряння одного з двигунів при його запуску на стоянці, пасажири були евакуйовані. |
| 22.03.2010 | VH-ANB         | Дарвін              | 2/2    | Тренувальний політ. Літак розбився при зльоті з імітацією відмови лівого двигуна. |
| 14.09.2011 | T-500          | Уамбо               | 17/23  | Борт ВПС Анголи. Розвалився надвоє і спалахнув при зльоті. У катастрофі загинули 11 армійських офіцерів, в тому числі 3 генерала.                                                                             |
| 12.10.2011 | ZS-PYO         | Порт-Жантіль        | 0/30   | Викотився за межі ЗПС на пробігу після посадки, обидві консолі крила відділилися від фюзеляжу. |
| 27.11.2012 | D6-HUA         | поблизу Мороні      | 0/29   | Впав у море при спробі повернення в аеропорт вильоту, імовірно, через витік палива. |
| 03.10.2013 | 5N-BJY         | Лагос               | 16/20  | Впав після зльоту через несправності двигуна і помилки екіпажу. |
| 31.07.2015 | VQ-BBX         | аеропорт Домодєдово | 0/31   | Не вийшла передня стійка шасі, здійснив аварійну посадку. |